# Josep Francesc de Ferrer-Llupià i d'Ibáñez-Cuevas
Josep Francesc de Ferrer-Llupià i d'Ibáñez-Cuevas   (Vic, 4 d'octubre de 1764 - Vic, 16 de juliol de 1826), també conegut com a Josep Francesc de Ferrer i de Llupià-Brossa, fou baró de Savassona, senyor d'Esparreguera, d'Olost, de Cererols i de Sau.

## Biografia
Fill i hereu d'Antoni de Ferrer i de Llupià-Brossa, baró de Savassona, fou un noble il·lustrat que va esdevenir acadèmic honorari de la Reial Acadèmia de Belles Arts de Sant Ferran a Madrid (1779) i tingué responsabilitats en la Junta de Comerç del Principat, les escoles de dibuix i de nàutica i les obres de la Llotja. També treballà per la construcció d'una escola de química i una d'arquitectura i en el projecte d'un nou port. El 1796, va projectar la façana de la seva residència al carrer de la Canuda de Barcelona, que des del 1906 és la seu de l'Ateneu Barcelonès.
El 1795, Josep Francesc de Ferrer fou l'encarregat de reorganitzar el sometent del corregiment de Vic. Durant la Guerra del Francès, va tenir un paper notable en la lluita antifrancesa, el 1808 va ser vocal representant de la Junta Corregimental de Vic a la Junta Suprema del Principat de Catalunya –intervenint com a tal en accions destacades havent-se de desplaçar a Aranjuez– i, el 1809, comissari de la Junta Central pel Regne de València (1809). Fou una figura molt destacada en les Juntes de Defensa Regionals i Nacional creades contra les tropes de Napoleó a la Guerra del Francès.
El 25 d'abril de 1804 es casà a Barcelona amb Maria Ramona Desvalls i de Ribes. Amb la seva mort sense descendència, es va extingir el llinatge dels Ferrer, i els béns i possessions dels barons es van anar dispersant i acabant perdent-se.